# Феліпе Фелісіо
Феліпе Фелісіо (порт. Felipe Felício, нар. 6 листопада 2002, Белу-Оризонті) — бразильський футболіст, нападник грецького клубу «Паніоніос».
Виступав також за клуб «Атлетіко Мінейру».
Дворазовий переможець Ліги Мінейро. Чемпіон Бразилії. Володар Кубка Бразилії. Володар Кубка Естонії.

## Ігрова кар'єра
Народився 6 листопада 2002 року в місті Белу-Оризонті. Вихованець футбольної школи клубу «Атлетіко Мінейру». Дорослу футбольну кар'єру розпочав 2019 року в основній команді того ж клубу, в якій провів три сезони, взявши участь у 5 матчах чемпіонату. 
Протягом 2023—2024 років захищав кольори клубу «Левадія».
До складу клубу «Паніоніос» приєднався 2024 року. Станом на 17 лютого 2025 року відіграв за клуб з Неа-Смірні 16 матчів у національному чемпіонаті.

## Титули і досягнення
- Переможець Ліги Мінейро (2):

«Атлетіко Мінейру»: 2020, 2021
- Чемпіон Бразилії (1):

«Атлетіко Мінейру»: 2021
- Володар Кубка Бразилії (1):

«Атлетіко Мінейру» 2021
- Володар Кубка Естонії (1):

«Левадія»: 2023-2024